# The Breeze: An Appreciation of JJ Cale
The Breeze: An Appreciation of JJ Cale è un album tributo del musicista inglese Eric Clapton, pubblicato a nome "Eric Clapton & Friends" nel 2014.

## Il disco
Dedicato al suo amico/collega J.J. Cale, deceduto nel 2013. Il titolo è tratto dalla canzone del 1970 Call Me the Breeze che apre il primo album da solista di Cale, Naturally (1971).

## Tracce
1. Call Me the Breeze – 3:07 – Eric Clapton
2. Rock and Roll Records – 2:19 – Eric Clapton & Tom Petty
3. Someday – 3:48 – Mark Knopfler
4. Lies – 3:07 – Eric Clapton & John Mayer
5. Sensitive Kind – 5:17 – Don White
6. Cajun Moon – 2:28 – Eric Clapton
7. Magnolia – 3:42 – John Mayer
8. I Got the Same Old Blues – 3:03 – Tom Petty & Eric Clapton
9. Songbird – 2:56 – Willie Nelson & Eric Clapton
10. Since You Said Goodbye – 3:01 – Eric Clapton
11. I'll Be There (If You Ever Want Me) – 2:37 – Don White & Eric Clapton
12. The Old Man and Me – 2:56 – Tom Petty
13. Train to Nowhere – 4:51 – Mark Knopfler, Don White & Eric Clapton
14. Starbound – 2:03 – Willie Nelson & Derek Trucks
15. Don't Wait – 2:47 – Eric Clapton & John Mayer
16. Crying Eyes – 3:31 – Eric Clapton, Christine Lakeland & Derek Trucks

## Formazione
- Eric Clapton – voce, chitarra, dobro
- Tom Petty – voce, chitarra
- Mark Knopfler – chitarra, voce
- John Mayer – chitarra, voce
- Willie Nelson – chitarra, voce
- Don White – chitarra, voce
- Reggie Young – chitarra
- Derek Trucks – chitarra
- Albert Lee – chitarra
- David Lindley – chitarra
- Don Preston – chitarra
- Christine Lakeland – chitarra, voce
- Mike Campbell - chitarra
- Doyle Bramhall II – chitarra
- Greg Leisz – pedal steel guitar
- Jimmy Markham – armonica
- Mickey Raphael – armonica
- Michelle John – cori
- Sharon White – cori
- James Cruce – batteria
- Jim Karstein – batteria
- Jamie Oldaker – batteria
- David Teegarden – batteria
- Satnam Ramgotra – tablas
- Simon Climie – tastiere, organo, piano, percussioni, cori
- Nathan East – basso
- Jim Keltner – batteria
- Walt Richmond – tastiere, organo, piano

## Classifiche
| Classifica (2014) | Posizione raggiunta |
| ----------------- | ------------------- |
| Italia (FIMI)     | 11                  |